# Discriminant
In de algebra is de discriminant (Latijn: discriminare, onderscheiden) van een polynoom een speciale uitdrukking in de coëfficiënten die belangrijke informatie geeft over het aantal nulpunten. De discriminant is alleen dan gelijk aan nul als de polynoom een of meer meervoudige (complexe) nulpunten heeft.
De discriminant is vooral bekend uit de theorie van de vierkantsvergelijkingen, ter bepaling van de nulpunten van tweedegraadspolynomen.

## Vierkantsvergelijking

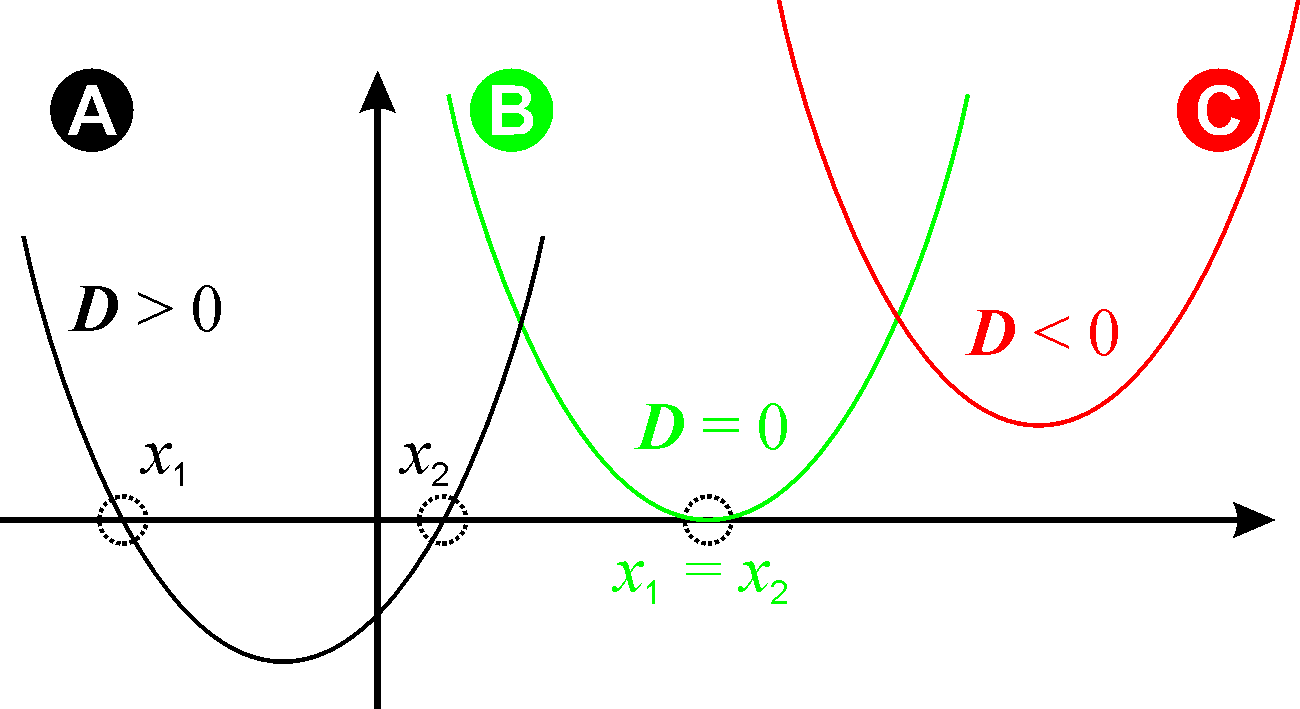
ligging van een parabool waarbij (dalparabool), voor discriminant positief, 0 en negatief

De algemene vorm van een vierkantsvergelijking met reële coëfficiënten {\displaystyle a,b} en {\displaystyle c} is:
{\displaystyle ax^{2}+bx+c=0}
De discriminant is in dit geval het getal:
{\displaystyle D=a^{2}(x_{1}-x_{2})^{2}=b^{2}-4ac}
waarin {\displaystyle x_{1},x_{2}} de (complexe) wortels zijn.
De waarde van {\displaystyle D} zegt iets over de oplossingsverzameling van de vergelijking:
- Als {\displaystyle D>0} is, zijn er twee verschillende reële oplossingen {\displaystyle x_{1}} en {\displaystyle x_{2}} (fig.: geval A).
- Als {\displaystyle D=0}, zijn er twee gelijke reële oplossingen {\displaystyle x_{1}=x_{2}} (fig.: geval B).
- Als {\displaystyle D<0} is, zijn er geen reële oplossingen van de vergelijking (fig.: geval C), er zijn wel twee geconjugeerde complexe oplossingen.

### Voorbeelden

#### Geval A:D> 0
Beschouw de volgende vergelijking:
{\displaystyle x^{2}-5x+6=0}
Dit is een vierkantsvergelijking met {\displaystyle a=1,b=-5} en {\displaystyle c=6.} De discriminant is dus:
{\displaystyle D=b^{2}-4ac=25-4\times 6=1>0}
De bovenstaande vergelijking heeft dus twee oplossingen, en wel {\displaystyle x_{1}=3} en {\displaystyle x_{2}=2.} Deze kunnen worden gevonden met de wortelformule.

#### Geval B:D= 0
Beschouw nu de vierkantsvergelijking:
{\displaystyle x^{2}-4x+4=0}
Nu is {\displaystyle a=1} en {\displaystyle b=-4} en {\displaystyle c=4}. Er volgt dat {\displaystyle D=0.} De vergelijking heeft dus één (meervoudige) reële oplossing, namelijk {\displaystyle x=2.}

#### Geval C:D< 0
Beschouw ten slotte de vergelijking:
{\displaystyle 2x^{2}+4=0}
Dan geldt {\displaystyle a=2,b=0} en {\displaystyle c=4.} Er volgt dat {\displaystyle D=-32<0.} De vergelijking heeft dus geen reële oplossingen. De vergelijking kan wel complex opgelost worden:
{\displaystyle x=\pm i{\sqrt {2}}}

## Derdegraadsvergelijking
De algemene derdegraadsvergelijking in canonieke vorm is:
{\displaystyle z^{3}+pz+q=0}
De discriminant hiervan is het getal:
{\displaystyle D=-4p^{3}-27q^{2}}
Als de discriminant van een dergelijke vergelijking met reële coëfficiënten strikt negatief is, heeft de vergelijking precies één reële wortel. Als de discriminant strikt positief is, precies drie verschillende reële wortels. De waarde nul komt overeen met twee samenvallende wortels, het aantal verschillende wortels is dan een of twee.

### Voorbeelden
De volgende vergelijkingen hebben precies één reële wortel. Hun discriminanten bedragen respectievelijk {\displaystyle -2} en {\displaystyle -1.}
{\displaystyle z^{3}+z+1=0}
{\displaystyle z^{3}-1=(z-1)(z^{2}+z+1)=0}
De eerste vergelijking heeft een unieke irrationale reële wortel tussen {\displaystyle -1} en {\displaystyle 0,} de tweede vergelijking heeft als enige reële wortel {\displaystyle z=1.}
De volgende vergelijkingen hebben precies drie reële wortels. Bij de eerste vergelijking zijn het de gehele getallen {\displaystyle 0,-1} en {\displaystyle +1;} bij de tweede vergelijking gaat het om irrationale wortels.
{\displaystyle z^{3}-z=z(z+1)(z-1)=0}
{\displaystyle z^{3}-3z+1=0}

### Algemene vorm
Voor de algemene vorm:
{\displaystyle ax^{3}+bx^{2}+cx+d}
is de discriminant:
{\displaystyle D=a^{4}(x_{1}-x_{2})^{2}(x_{1}-x_{3})^{2}(x_{2}-x_{3})^{2}=b^{2}c^{2}-4ac^{3}-4b^{3}d+18abcd-27a^{2}d^{2}}
Daarin zijn {\displaystyle x_{1},x_{2}} en {\displaystyle x_{3}} de complexe wortels.